# Švedska košarkaška reprezentacija
Švedska košarkaška reprezentacija predstavlja državu Švedsku u športu košarci.
Krovna organizacija: Švedski košarkaški savez 
Glavni trener: Mikko Riipinen